# 长岛和幸
长岛和幸（日语：／ Nagashima Kazuyuki，1981年9月25日—），日本男子摔跤运动员。他曾代表日本参加2010年亚洲运动会摔跤比赛，获得男子自由式74公斤级银牌。他也曾获得一枚亚洲摔跤锦标赛奖牌。